# Ralf Schermuly
Ralf Schermuly (* 20. April 1942 in Gelsenkirchen; † 2. Juni 2017 in Berlin) war ein deutscher Film-, Theater- und Fernsehschauspieler sowie Synchronsprecher.

## Leben
Seine schauspielerische Ausbildung erhielt Schermuly von 1959 bis 1962 an der Folkwangschule in Essen. Von 1962 bis 1964 war er an den Wuppertaler Bühnen engagiert, 1964 bis 1968 an den Staatlichen Schauspielbühnen Berlin und 1969 bis 1975 am Thalia Theater in Hamburg.
Seither war er freischaffender Schauspieler, der an zahlreichen Bühnen gastierte. Am Thalia Theater gab er 1981 sein Regiedebüt mit Václav Havels Audienz.
Auch im Fernsehen war Schermuly häufiger zu sehen, insbesondere in den von Helmut Ringelmann für das ZDF produzierten Krimiserien Der Kommissar, Der Alte und Derrick.

## Filmografie (Auswahl)
- 1965: Nun singen sie wieder
- 1968: Die Katze
- 1968: Der Gorilla von Soho
- 1968/69: Die Glasmenagerie
- 1969: Der Kommissar (Fernsehserie, Folge Die Waggonspringer)
- 1970: Unter den Dächern von St. Pauli
- 1971: Sturm im Wasserglas
- 1971: Der Kommissar (Fernsehserie, Folge Lagankes Verwandte)
- 1974: Der Kommissar (Fernsehserie, Folge Drei Brüder)
- 1975: Der Strick um den Hals
- 1975: Derrick (Fernsehserie, Folge 12 Ein Koffer aus Salzburg)
- 1976/77: Nachkommenschaften
- 1977: Derrick (Fernsehserie, Folge 35 Das Kuckucksei)
- 1978/79: Gesundheit
- 1979: Der Alte – (Folge 25: Mordanschlag)
- 1984: Derrick (Fernsehserie, Folge 121 Der Klassenbeste)
- 1984: Der Mann, der keine Autos mochte (Regie: Dieter Wedel)
- 1986: Derrick (Fernsehserie, Folge 139 Der Augenzeuge)
- 1987: Der Alte – Folge 116: Wie das Leben so spielt
- 1988: Der Alte – Folge 126: Der Tod kommt selten allein
- 1989: Die Männer vom K3 – Folge 5: Der Mann im Dunkeln
- 1991: Der Alte – Folge 159: Liebe und Tod
- 1994: Der Alte – Folge 196: Der Absturz
- 1995: Derrick (Fernsehserie, Folge 250 Eines Mannes Herz)
- 1995: Der Alte – Folge 208: Es war die Hölle
- 1995: Bella Block (Fernsehreihe, Folge Liebestod)
- 1996: Derrick (Fernsehserie, Folge 261 Das leere Zimmer)
- 1997: Lea Katz – Die Kriminalpsychologin: Das wilde Kind
- 1997: Rosa Roth – Berlin
- 1998: Das Miststück
- 1999: Unser Lehrer Doktor Specht (Staffel 5)
- 1999: Der Alte – Folge 244: Drei Schüsse ins Herz
- 1999: Ich bin kein Mann für eine Frau
- 1999: Todsünden – Die zwei Gesichter einer Frau
- 2000: Autsch, Du Fröhliche
- 2008: Anonyma – Eine Frau in Berlin

## Synchronisation
Als Synchronsprecher lieh er unter anderem Michael Sarrazin (Grüne Augen in der Nacht) und James Woods (Holocaust – Die Geschichte der Familie Weiß) seine Stimme.